# 2018 w literaturze
Wydarzenia literackie w 2018 roku.

## Wydarzenia

### Polska
- 17–20 maja, Warszawskie Targi Książki
- 16–19 sierpnia, festiwal Literacki Sopot
- 27–30 września, Festiwal im. Zygmunta Haupta, Gorlice
- 12–14 października 2018, IV Śląskie Targi Książki, Katowice
- 18–20 października, Festiwal Themersonów, Płock
- 22–28 października 2018, Conrad Festival (Festiwal Conrada), Kraków
- 25–28 października 2018, 22 Międzynarodowe Targi Książki w Krakowie
- 16–18 listopada, Salon Ciekawej Książki, Łódź
- 29 listopada–2 grudnia, Wrocławskie Targi Dobrych Książek
- 29 listopada–2 grudnia, Targi Książki Historycznej, Warszawa
- 1–9 grudnia, Festiwal Puls Literatury, Łódź
- 8–9 grudnia, Targi Książki o Sztuce (Kraków)

## Proza beletrystyczna i literatura faktu

### Język polski

#### Pierwsze wydania
- Dagmara Andryka – Tajemnice Mille (Prószyński Media))[1]
- Bartek Biedrzycki – Kołysanka stop (Gniazdo Światów)[2]
- Anna Brzezińska – Woda na sicie. Apokryf czarownicy (Wydawnictwo Literackie)[3]
- Adam Deka – Wije (Wydawnictwo Dom Horroru)[4]
- Wojciech Engelking – Człowiek znikąd (Wydawnictwo Literackie)[5]
- Grzegorz Gołębiowski
  - Cień przeszłości (Wydawnictwo Novae Res)[6]
  - Dziedzictwo (Wydawnictwo Novae Res)[7]
- Wiesław Helak – Nad Zbruczem (Arcana)
- Wacław Holewiński – Pogrom 1905 (Zysk i S-ka)
- Dawid Kain – Oczy pełne szumu (Wydawnictwo IX)[8]
- Justyna Kopińska – Z nienawiści do kobiet (Świat Książki)
- Dorota Masłowska – Inni ludzie (Wydawnictwo Literackie)
- Katarzyna Berenika Miszczuk – Przesilenie (W.A.B.)
- Wiesław Myśliwski – Ucho Igielne (Znak)
- Katarzyna Nosowska – A ja żem jej powiedziała… (Wielka Litera)
- Martyna Raduchowska – Spektrum (Uroboros)
- Zyta Rudzka – Krótka wymiana ognia (W.A.B.)
- Maciej Siembieda – Miejsce i imię (Wydawnictwo Wielka Litera)[9]
- Mariusz Szczygieł – Nie ma (Dowody na istnienie)
- Olga Tokarczuk – Opowiadania bizarne (Wydawnictwo Literackie)
- Szczepan Twardoch – Królestwo (Wydawnictwo Literackie)

### Tłumaczenia
- Naomi Alderman – Siła (The power), przeł. Małgorzata Glasenapp[10]
- Daniel Arenson – Ziemia Osamotniona (Earth Alone)[11]
- Djuna Barnes – Ostępy nocy, przeł. Marcin Szuster (Ossolineum)[12]
- Julian Barnes – Jedyna historia, przeł. Dominika Lewandowska-Rodak (Świat Książki)
- Bianca Bellová – Jezioro (Jezero), przeł. Anna Radwan-Żbikowska (Wydawnictwo Afera)[13]
- David Bosc – Umrzeć, a potem wskoczyć na konia (Mourir et puis sauter sur son cheval), przeł. Anna Wasilewska (Noir sur Blanc)[14]
- Nick Cave – Pieśń torby na pawia (Sick bag song), przeł. Tadeusz Sławek (Biuro Literackie)[15]
- James S.A. Corey
  - Gorączka Ciboli (Cibola Burn), przeł. Marek Pawelec (Wydawnictwo Mag)[16]
  - Wrota Abaddona (Abaddon’s Gate), przeł. Marek Pawelec (Wydawnictwo Mag)[17]
- Fleur Jaeggy – Jestem bratem NN (Sono il fratello di XX), przeł. Monika Woźniak (Noir Sur Blanc)
- Zdeněk Jirotka – Saturnin, przeł. Leszek Engelking (Afera i Karolinum)
- Adam Kay – Będzie bolało (This is going to hurt), przeł. Katarzyna Dudzik (Insignis)
- Meral Kureyshi – Słonie w ogrodzie (Elefanten im Garten), przeł. Urszula Poprawska (Wydawnictwo Uniwersytetu Jagiellońskiego)[18]
- Leszek Libera(inne języki) – Utopek (Utopek), przeł. Sława Lisiecka (Wydawnictwo Od Do)[19]
- Javier Marías – Berta Isla, przeł. Tomasz Pindel (Sonia Draga)
- Graham Masterton – Wirus (Ghost Virus), przeł. Piotr Kuś, (Rebis)[20]
- Antoio Muñoz Molina – Jak przemijający cień, przeł. Wojciech Charchalis (Rebis)
- Heather Morris – Tatuażysta z Auschwitz, przeł. Katarzyna Gucio (Wydawnictwo Marginesy)
- Jojo Moyes – Moje życie w dwóch światach, przeł. Agnieszka Myśliwy, Nina Dzierżawska (Znak Literanova)
- George Saunders – Lincoln w Bardo, przeł. Michał Kłobukowski (Znak)
- Josef Škvorecký – Cud. Kryminał polityczny (Mirákl), przeł. Andrzej S. Jagodziński (Pogranicze)
- Władimir Sorokin – Manaraga, przeł. Agnieszka Lubomira Piotrowska (Agora)
- Michael Wolff – Ogień i furia. Biały Dom Trumpa (Fire and fury), przeł. Magda Witkowska, Bartosz Sałbut, Magdalena Moltzan-Małkowska (Świat Książki)[21]

### Pozostałe języki
- Steven Erikson – Cena szczęścia
- Jonathan Littell – Une vieille histoire. Nouvelle version (Stara historia. Nowa wersja) (Gallimard)
- Michael Ondaatje – Warlight
- rozpoczęcie wydawania serii Zamek zwierzęcy (Le Château des animaux)

## Eseje, szkice i felietony

### Język polski
- Janusz Drzewucki – Obrona przypadku. Teksty o prozie 2 (Wydawnictwo Forma)
- Jerzy Jarniewicz – Tłumacz między innymi. Szkice o przekładach, językach i literaturze (Ossolineum)
- Aleksander Kaczorowski – Ota Pavel. Pod powierzchnią (Czarne)

### Tłumaczenia
Jiří Gruša – Czechy. Instrukcja obsługi, przeł. Andrzej S. Jagodziński (Międzynarodowe Centrum Kultury)

## Wywiady
- Michał Głowiński, Grzegorz Wołowiec – Czas nieprzewidziany. Rozmowa rzeka (Wielka Litera)

## Poezja

### Język polski
- Krystyna Dąbrowska – Ścieżki dźwiękowe (Wydawnictwo a5)
- Anna Fiałkowska – lalka bellmera (WBPiCAK)
- Sławomir Hornik – Szwy (Stowarzyszenie Literackie im. K. K. Baczyńskiego)
- Jerzy Jarniewicz – Sankcje. Wybór wierszy i wypowiedzi (Biuro Literackie)
- Dawid Jung – karaoke (Stowarzyszenie Pisarzy Polskich)
- Krzysztof Karasek – Baron Romero. Wstęp do przyszłej poezji (Instytut Mikołowski)
- Marzanna Bogumiła Kielar – Nawigacje (Znak)
- Marian Kisiel – Uniesie nas wiatr (Śląsk)
- Aldona Kopkiewicz – Szczodra (WBPiCAK)
- Joanna Lech i inni – Znowu pragnę ciemnej miłości (Wydawnictwo W.A.B.)
- Jacek Łukasiewicz – Wiązania (wydawnictwo j...)
- Piotr Matywiecki – Do czasu (Wydawnictwo Literackie)
- Jarosław Mikołajewski – Basso continuo (Wydawnictwo Literackie)
- Tomasz Różycki – Wiersze wybrane (Wydawnictwo a5)
- Bohdan Zadura – Po szkodzie (Biuro Literackie)

### Język śląski
- Mirosław Syniawa –Cebulowǒ ksiynga umartych (Silesia Progress)

### Antologie
- 100 wierszy wypisanych z języka angielskiego w przekładzie Jerzego Jarniewicza (Biuro Literackie)

### Polskie tłumaczenia poetów obcych
- Elizabeth Bishop – Santarém, przeł. Andrzej Sosnowski (Biuro Literackie)
- Emily Dickinson – Jest pewien ukos światła. Wybór, przedmowa i przekład: Krystyna Lenkowska (Officyna)
- Wasyl Słapczuk – Kropla w środku, przeł i słowem od tłumacza opatrzył Bohdan Zadura (Towarzystwo Galeria Literacka)
- Serhij Żadan – Drohobycz. Księga wierszy wybranych (2014–2016), przeł. Jacek Podsiadło (Państwowy Instytut Wydawniczy)

### Pozostałe języki
- Siergiej Zawjałow – Stichotworienija i poemy 1993–2017

## Prace naukowe i biografie

### Język polski
- Awangarda/Underground. Idee, historie, praktyki w kulturze polskiej i czeskiej. red. Agnieszka Karpowicz, Weronika Parafinowicz-Vertun, Xawery Stańczyk (Wydawnictwo Uniwersytetu Jagiellońskiego)
- Mirosława Białoskórska – Język poezji Leopolda Staffa (Wydawnictwo Naukowe Uniwersytetu Szczecińskiego)[22]
- Leszek Engelking – Bytom w literaturze: dzieła, miejsce, zakorzenienie, tożsamość, mit (Muzeum Górnośląskie)
- Andrzej Franaszek – Herbert, Biografia (Znak)
- Grzegorz Grochowski – Pamięć gatunków Ponowoczesne dylematy atrybucji gatunkowej (Instytut Badań Literackich PAN)
- Monika Gromala – Resuscytacje Celana. Strategia widmontologiczna (Wydawnictwo Austeria)
- Magdalena Grzebałkowska – Komeda. Osobiste życie jazzu (Znak)
- Joanna Majewska – Demon ruchu, duch czasu, widma miejsc. Fantastyczny Grabiński i jego świat (Ossolineum)
- Ewa Stusińska – Dzieje grzechu. Dyskurs pornograficzny w polskiej prozie XX wieku (na wybranych przykładach) (słowo/obraz terytoria)
- Krzysztof Tur – Kronika życia Michała Bułgakowa (Fundacja Sąsiedzi)

### Tłumaczenia
- Marjorie Perloff – Ostrze ironii. Modernizm w cieniu monarchii habsburskiej, przeł. Maciej Płaza, posłowie Adam Lipszyc (Ossolineum)
- Sue Donaldson, Will Kymlicka – Zoopolis. Teoria polityczna praw zwierząt, przeł. Maria Wańkowicz i Michał Stefański (Oficyna 21)

## Dramaty

### Język polski
- Wojciech Tomczyk – Dramaty (Państwowy Instytut Wydawniczy)

## Zmarli
- 4 stycznia – Aharon Appelfeld, izraelski prozaik i poeta tworzący w języku hebrajskim (ur. 1932)
- 7 stycznia – Bjørg Vik, norweska pisarka, dramatopisarka i feministka (ur. 1935)
- 15 stycznia – Barbara Otwinowska, polska literaturoznawczyni (ur. 1924)
- 17 stycznia – Zdzisław Smektała, polski dziennikarz, felietonista, literat (ur. 1951)
- 18 stycznia – Peter Mayle, brytyjski pisarz science fiction i fantasy (ur. 1939)
- 22 stycznia – Ursula K. Le Guin, amerykańska powieściopisarka i nowelistka (ur. 1929)
- 23 stycznia – Nicanor Parra, chilijski poeta (ur. 1914)
- 24 stycznia – Jack Ketchum, amerykański pisarz (ur. 1946)
- 25 stycznia
  - Claribel Alegría, nikaraguańsko-salwadorska poetka, pisarka i eseistka (ur. 1924)
  - Neagu Djuvara, rumuński pisarz i historyk (ur. 1916)
- 7 lutego – John Perry Barlow, amerykański poeta i eseista (ur. 1947)
- 14 lutego – Jaroslav Med, czeski krytyk literacki i literaturoznawca (ur. 1932)
- 24 lutego – Piotr Guzy, polski pisarz (ur. 1922)
- 2 marca – Ota Filip, czeski i niemiecki pisarz i publicysta (ur. 1930)
- 8 marca
  - Wilson Harris, gujański poeta, pisarz i eseista (ur. 1921)
  - Kate Wilhelm, amerykańska pisarka fantastyki (ur. 1928)
- 14 marca – Vlasta Dvořáčková, czeska poetka i tłumaczka literatury polskiej (ur. 1924)[23]
- 15 marca – Oleg Pastier, słowacki poeta i publicysta (ur. 1952)
- 18 marca – Li Ao, tajwański pisarz i polityk (ur. 1935)
- 19 marca – Jürg Laederach, szwajcarski pisarz (ur. 1945)
- 8 kwietnia  – Herta Huber, niemiecka pisarka i poetka (ur. 1926)
- 12 kwietnia – Sergio Pitol, meksykański prozaik i tłumacz (ur. 1933)
- 20 kwietnia – Pavel Šrut, czeski poeta, eseista, tłumacz i autor książek dla dzieci (ur. 1940)
- 11 maja – Gérard Genette, francuski teoretyk literatury (ur. 1930)
- 14 maja
  - William Vance, belgijski rysownik komiksowy (ur. 1935)
  - Tom Wolfe, amerykański pisarz i dziennikarz (ur. 1930)
- 15 maja – Barbara Nawrocka-Dońska, polska prozaiczka, eseistka i dziennikarka (ur. 1924)
- 22 maja – Philip Roth, amerykański pisarz (ur. 1933)
- 27 maja – Gardner Dozois, amerykański prozaik, autor książek science fiction (ur. 1947)
- 6 czerwca  – Mateja Matewski, macedoński poeta, krytyk literacki i eseista (ur. 1929)
- 7 czerwca – Barbara Wachowicz, polska pisarka, reportażystka (ur. 1937)
- 12 czerwca – Stanisław Romaniak, polski poeta i artysta rzeźbiarz (ur. 1948)
- 15 czerwca – Dieter Wellershoff, niemiecki pisarz (ur. 1925)
- 16 czerwca – Andrzej Bartyński, polski poeta (ur. 1934)
- 17 czerwca – Joanna Kulmowa, polska poetka, prozatorka, autorka książek dla dzieci (ur. 1928)
- 18 czerwca – Paul Gratzik, niemiecki pisarz (ur. 1935)
- 19 czerwca – Iwan Dracz, ukraiński poeta, tłumacz i polityk (ur. 1936)
- 22 kwietnia – Kazimierz Radowicz, polski prozaik (ur. 1931)
- 27 czerwca – Harlan Ellison, amerykański pisarz, krytyk, wydawca i edytor (ur. 1934)
- 28 czerwca – Christine Nöstlinger, austriacka pisarka, autorka książek dla dzieci (ur. 1936)
- 29 czerwca – Steve Ditko, amerykański autor komiksów i pisarz (ur. 1927)
- 26 lipca – Adem Demaçi, kosowski pisarz i polityk (ur. 1936)
- 27 lipca – Władimir Wojnowicz, rosyjski prozaik, poeta i dramaturg (ur. 1932)
- 7 sierpnia – M. Karunanidhi, indyjski wydawca i pisarz (ur. 1924)
- 11 sierpnia – V.S. Naipaul, urodzony w Trynidadzie brytyjski powieściopisarz, laureat Nagrody Nobla w dziedzinie literatury (ur. 1932)
- 14 sierpnia – Eduard Uspienski, radziecki pisarz dla dzieci (ur. 1937)
- 17 sierpnia – Józef Fryźlewicz, polski prozaik, poeta i aktor (ur. 1932)
- 21 sierpnia – Hanna Mina, syryjski pisarz (ur. 1924)
- 26 sierpnia – Neil Simon, amerykański dramaturg i scenarzysta filmowy (ur. 1927)
- 31 sierpnia – David Yallop, brytyjski pisarz piszący głównie o nierozwikłanych zbrodniach (ur. 1937)
- 6 września – Zbigniew Bela, polski prozaik (ur. 1949)
- 13 września – Tadeusz Drewnowski, polski literaturoznawca i krytyk literacki (ur. 1926)
- 19 września – Pavel Řezníček, czeski poeta i prozaik, surrealista (ur. 1942)
- 24 września – Jerzy Suchanek, polski pisarz, poeta, publicysta (ur. 1953)
- 7 października – Oleg Pawłow, rosyjski pisarz i krytyk (ur. 1970)
- 9 października – Jerzy Bogdan Kos, polski poeta i prozaik (ur. 1931)
- 11 października – Zyta Oryszyn, polska powieścipisarka i nowelistka (ur. 1940)
- 15 października – Arto Paasilinna, fiński prozaik (ur. 1942)
- 17 października – Bonifacy Miązek, polski poeta, krytyk literacki i historyk literatury (ur. 1935)
- 23 października – Alojz Rebula, słoweński prozaik, poeta, eseista i tłumacz  (ur. 1924)
- 29 października  – Dave Duncan, kanadyjski pisarz fantasy (ur. 1933)
- 1 listopada – Krzysztof Boczkowski, polski poeta i tłumacz (ur. 1936)
- 14 listopada – Fernando del Paso, meksykański prozaik, poeta i eseista (ur. 1935)
- 15 listopada – William Goldman, amerykański scenarzysta, dramaturg i prozaik (ur. 1931)
- 21 listopada – Andrzej Bianusz, polski poeta i prozaik (ur. 1932)
- 27 listopada – Maria Rostworowska, polska pisarka, tłumaczka języka francuskiego (ur. 1948)
- 3 grudnia – Andriej Bitow, rosyjski nowelista i powieściopisarz (ur. 1937)
- 5 grudnia – Irena Lewandowska, polska tłumaczka literatury pięknej (ur. 1931)
- 11 grudnia – Konrad Frejdlich, polski poeta, prozaik, tłumacz (ur. 1940)
- 12 grudnia – Wilhelm Genazino, niemiecki pisarz (ur. 1943)
- 18 grudnia – Kazimierz Kutz, śląski reżyser filmowy, telewizyjny i teatralny, pisarz i publicysta (ur. 1929)
- 20 grudnia – Klaus Hagerup(inne języki), norweski prozaik, poeta, człowiek teatru (ur. 1946)
- 24 grudnia – Ryszard Marek Groński, polski pisarz (ur. 1939)
- 28 grudnia – Amos Oz, izraelski prozaik (ur. 1939)

## Nagrody
- American Book Awards – Valeria Luiselli za Tell Me How It Ends: An Essay in 40 Questions; Sunaura Taylor za Beasts of Burden: Animal and Disability Liberation
- Angelus – nagroda translatorska – Elżbieta Sobolewska za przekład powieści Petera Nádasa Pamięć
- Anna Seghers-Preis – Julián Fuks i Manja Präkels
- Berliner Literaturpreis – Marion Poschmann
- Eichendorff-Literaturpreis – Kerstin Preiwuß
- Europejski Poeta Wolności – Linda Vilhjálmsdóttir za tom Wolność
- Europejski Poeta Wolności, nagroda translatorska – Jacek Gondek
- Górnośląska Nagroda Literacka „Juliusz” – Robert Rybicki za Dar meneli
- Horst-Bienek-Preis für Lyrik – Cees Nooteboom; nagroda specjalna – Raphael Urweider(inne języki)
- International DUBLIN Literary Award – Mike McCormack za Solar Bones
- Magnesia Litera, książka roku – Erik Tabery za książkę Opuštěná společnost
- The Man Booker International Prize – Olga Tokarczuk
- Nagroda Augusta – Linnea Axelsson za poemat epicki Ædnan
- Nagroda Bookera – Anna Burns za książkę Milkman
- Nagroda Camõesa – Germano Almeida
- Nagroda Cervantesa – Ida Vitale
- Nagroda Comptona Crooka – Nicky Drayden(inne języki) za Prey of Gods
- Nagroda Conrada – Weronika Gogola za Po trochu
- Nagroda Franza Kafki – Ivan Wernisch
- Nagroda im. Akutagawy – Hiroki Takahashi za Okuribi
- Nagroda im. Beaty Pawlak – Ewa Wanat za książkę Deutsche nasz. Reportaże berlińskie
- Georg-Büchner-Preis – Terézia Mora
- Nagroda im. Cypriana Kamila Norwida (literatura) – Wojciech Chmielewski za powieść Belweder gryzie w rękę
- Nagroda im. Jana Michalskiego – Olga Tokarczuk za Księgi Jakubowe
- Nagroda im. Kazimierza Wyki – Małgorzata Łukasiewicz
- Nagroda im. Ryszarda Kapuścińskiego – Anna Bikont za książkę Sendlerowa. W ukryciu
- Nagroda im. Wisławy Szymborskiej – Julia Fiedorczuk za tom Psalmy; nagroda za tłumaczenie: Linn Hansén(inne języki) za tom Przejdź do historii (przekład: Justyna Czechowska)
- Nagroda Jiříego Ortena – Ondřej Macl Miluji svou babičku víc než mladé dívky
- Nagroda Kościelskich – Joanna Czeczott za książkę Petersburg. Miasto snu
- Nagroda Księżniczki Asturii w dziedzinie literatury – Fred Vargas
- Nagroda Literacka dla Autorki Gryfia – Martyna Bunda za powieść Nieczułość
- Nagroda Literacka Europy Środkowej „Angelus” – Maciej Płaza za powieść Robinson w Bolechowie
- Nagroda Literacka Gdynia (kategoria esej) – Krzysztof Mrowcewicz za Rękopis znaleziony na ścianie
- Nagroda Literacka Gdynia (kategoria poezja) – Dominik Bielicki za tom Pawilony
- Nagroda Literacka Gdynia (kategoria proza) – Paweł Sołtys za zbiór opowiadań Mikrotyki
- Nagroda Literacka Gdynia (kategoria przekład na język polski) – Sława Lisiecka za tłumaczenie Chodzenia. Amras Thomasa Bernharda
- Nagroda Literacka im. Józefa Mackiewicza – Wiesław Helak za Nad Zbruczen
- Nagroda Literacka im. Marka Nowakowskiego – Paweł Sołtys za zbiór opowiadań Mikrotyki
- Nagroda Literacka im. Juliana Tuwima – Izabela Filipiak (Izabela Morska)
- Nagroda Literacka imienia Jerzego Giedroycia – Uładzimir Arłou
- Międzynarodowa Nagroda Literacka im. Zbigniewa Herberta – Nuala Ní Dhomhnaill
- Nagroda Literacka m.st. Warszawy w kategorii „Warszawski twórca” – Ernest Bryll
- Nagroda Literacka m.st. Warszawy w kategorii „Proza” – Jakub Żulczyk za powieść Wzgórze psów
- Nagroda Literacka m.st. Warszawy w kategorii „Poezja” – Maria Bigoszewska za tom Wołam cię po imieniu
- Nagroda Literacka m.st. Warszawy w kategorii „Literatura dziecięca” – Magdalena Tulli (tekst) i Alicja Rosé (ilustracje) za książkę  Ten i tamten las
- Nagroda Literacka m.st. Warszawy w kategorii „Edycja warszawska” – Anna Bikont za książkę Sendlerowa. W ukryciu
- Nagroda Nike – Marcin Wicha za książkę Rzeczy, których nie wyrzuciłem
- Nagroda Literacka Skrzydła Dedala – Wojciech Tomczyk
- Nagroda „Literatury na Świecie” (kategoria Poezja) – Zbigniew Machej
- Nagroda „Literatury na Świecie” (kategoria Proza) – nie przyznano
- Nagroda „Literatury na Świecie” (kategoria Nowa Twarz) – Magdalena Pytlak
- Nagroda „Literatury na Świecie” (kategoria Literaturoznawstwo, Translatologia, Komparatystyka) – Ewa Kobyłecka-Piwońska
- Nagroda „Literatury na Świecie” (kategoria Inicjatywy Wydawnicze) – Muzeum Sztuki w Łodzi
- Nagroda „Literatury na Świecie” (Nagroda im. Andrzeja Siemka) – Krzysztof Bielawski
- Nagroda „Literatury na Świecie” (kategoria Mamut, za całokształt działalności translatorskiej) – Leszek Engelking
- Nagroda Nobla w dziedzinie literatury – Olga Tokarczuk[24][25]
- Nagroda Poetycka im. Konstantego Ildefonsa Gałczyńskiego, Orfeusz – pośm. Joanna Kulmowa za tom 37
- Nagroda Poetycka im. Konstantego Ildefonsa Gałczyńskiego, Orfeusz Mazurski – Michał Książek za tom Północny wschód
- Nagroda Poetycka im. Konstantego Ildefonsa Gałczyńskiego, Orfeusz Honorowy – Krzysztof Kuczkowski
- Nagroda Polskiego PEN Clubu im. Jana Parandowskiego – Maria Janion
- Nagroda Polskiego PEN Clubu im. Ksawerego i Mieczysława Pruszyńskich – Aleksandra Hnatiuk
- Nagroda Pulitzera (poezja) – Frank Bidart(inne języki) za Half-light: Collected Poems 1965–2016
- Nagroda Pulitzera (proza) – Andrew Sean Greer za powieść Less
- Nagroda Pulitzera (dramat) – Martyna Majok za sztukę Cost of Living
- Nagroda Runeberga – Marjo Niemi za Kaikkien menetysten äiti
- Nagroda Stregi – Helena Janeczek za La ragazza con la Leica
- Nagroda Václava Buriana w dziedzinie poezji – ex equo Michal Habaj i Jarosław Mikołajewski
- Nagroda Václava Buriana za wkład w dziedzinie kultury do dialogu środkowoeuropejskiego – Andrzej S. Jagodziński
- Nagroda Waltera Scotta(inne języki) – Ben Myers za The Gallows Pole
- Ogólnopolska Nagroda Literacka Franciszka Karpińskiego – Krzysztof Kuczkowski
- Paszport „Polityki” (literatura) – Marcin Wicha za Rzeczy, których nie wyrzuciłem
- Paul-Celan-Preis – Thomas Brovot
- PEN/Faulkner Award for Fiction – Joan Silber za Improvement
- Peter-Huchel-Preis für Lyrik – Farhad Showghi za Wolkenflug spielt Zerreißprobe
- Poznańska Nagroda Literacka – Nagroda im. Adama Mickiewicza – Anna Bikont za książkę Sendlerowa. W ukryciu
- Poznańska Nagroda Literacka – Stypendium im. S. Barańczaka – Szczepan Kopyt
- Premio Nacional de las Letras – Francisca Aguirre
- Premio Nadal – Alejandro Palomas za Un amor
- Premio Sor Juana Inés de la Cruz – Clara Usón
- Prix des Deux Magots – Julie Wolkenstein za Les Vacances
- Prix Femina – Philippe Lançon za Le Lambeau
- Prix Femina étranger – Alice McDermott za La Neuvième Heure
- Prix Femina essai – Élisabeth de Fontenay za Gaspard de la nuit
- Prix Femina des lycéens – Isabelle Desesquelles za Je voudrais que la nuit me prenne
- Prix Femina spécial – Pierre Guyotat
- Prix Goncourt – Nicolas Mathieu za książkę Leurs enfants après eux
- Prix Goncourt de la nouvelle – Régis Jauffret za Microfictions 2018
- Prix Goncourt de la poésie – Anise Koltz
- Prix Goncourt des lycéens – David Diop za Frère d'âme
- Prix Goncourt de la biographie – Denis Demonpion zaSalinger intime
- Prix Goncourt du premier roman – Mahir Guven za Grand frère
- Prix Mallarmé – Béatrice de Jurquet za Si quelqu’un écoute
- Prix Renaudot – Valérie Manteau za Le Sillon
- Prix Renaudot essai – Olivia de Lamberterie za Avec toutes mes sympathies
- Prix Renaudot poche – Salim Bachi za Dieu, Allah, moi et les autres
- Prix Renaudot des lycéens – Adeline Dieudonné(inne języki) za La Vraie Vie
- Prix Renaudot « spécial » – Philippe Lançon za Le Lambeau
- Scotiabank Giller Prize – Esi Edugyan za powieść Washington Black
- Státní cena za literaturu (Nagroda Państwowa za Literaturę, Czechy) – prozaik Jiří Hájíček odmówił przyjęcia nagrody
- Stella Prize – Alexis Wright za Tracker
- Transatlantyk – Antonia Lloyd-Jones
- Wrocławska Nagroda Poetycka „Silesius” (za całokształt pracy twórczej) – Bohdan Zadura
- Wrocławska Nagroda Poetycka „Silesius” (za książkę roku) – Jerzy Jarniewicz za Puste noce
- Wrocławska Nagroda Poetycka „Silesius” (za debiut roku) – Agata Jabłońska za Raport Wojenny
- Złoty Wieniec Strużańskich wieczorów poezji – Adam Zagajewski